# 定常経済
定常経済（ていじょうけいざい）すなわち定常状態の経済（ていじょうじょうたいのけいざい、英: steady-state economy）とは一定の物理的な財産（資本）と一定の人口規模から成り立つ経済である。実際には、このような経済は時間経過において成長しない。その用語は通常特定の国の国民経済を指すが、しかしそれはひとつの都市や地域、もしくは世界の経済システムについても適用しうる。初期の経済思想史において、18世紀の古典派経済学者のアダム・スミスは経済の定常状態（英: stationary state）の概念を展開した：スミスは世界のいかなる国民経済も早晩定常の終局状態に落ち着くだろうことを信じた。
1970年代以降、定常状態の経済の概念は環境経済学者のハーマン・デイリーの主導の仕事をもって主に関連してきた。経済を通した天然資源の流通の環境的な分析を含んだ定常状態（英: steady-state）のデイリーの概念として、彼の概念は定常状態（英: stationary state）の元来の古典派の概念とは違っている。一つの他の違いは、すべての資源利用における永久の政府の制約を課することで定常状態の経済を創設するような直接の政治的行動をデイリーは勧める。これに反して古典期の経済学者らは、どのような経済の終局の定常の状態もいかなる政府の干渉なしにそれ自身で展開されることを信じた。
世界の環境問題の増加は定常経済の概念における広い関心を引き起こしている。定常経済の批判者たちは通常それを次のようなことをもって反対理由として挙げる：
- 技術開発
- 抑制されない運営の市場のメカニズムは、過度の資源不足、すべての猛烈な環境汚染、あるいは人口の過度の増加を抑制させ易い。

定常経済の支持者たちは、一方で、これらの反対理由は非現実で誤ったままであり―そして定常経済の必要は毎日益々抗し難くなってきていることを主張する。
定常経済は経済的停滞（英語: economic stagnation）と混同されない：ところが定常経済は政治行動の熟考の結果として確定する。不景気は成長経済の予期できない有難くない失敗である。
定常経済に顕著に相違した観念形態のひとつは脱希少性経済の概念によって形成される。

## 定義と見通し
ハーマン・デイリーは、両方の資本（蓄積）が、その系を通じた天然資源の流れによって維持される、物理的な富（資本）の一定の蓄積と人々（人口）の蓄積から成り立つひとつの経済的系として、彼の定常経済の概念を定義する。第一の要素である、一定の蓄積は、古典派経済学で元来使われる定常状態（英: stationary state）のその概念に似ている；第二の要素である、天然資源の流れは、環境経済学の学問分野でも現在用いられる、ひとつの新しい環境学的特徴である。一定の蓄積の耐久性 （英: durability）は両方共最大化される：資本の蓄積の大きな耐久性は、天然資源の小さな流れであり、それは蓄積の維持を必要とする；同様に、持続する （英: durable）人口は高い平均余命を享受する人口を意味する―それ自身による何かの欲求―低出生率とひとつの等しい低死亡率によって維持される。共に有する、高い持続性は全体としての系における良い環境へと移される。
デイリーの定常経済の概念は、人間の経済が乏しい資源と壊れ易い生態系の有限な自然環境に埋め込まれたひとつの開いた部分系であるところの見通しに基づく。その経済は、入力の終端からの貴重な天然資源を引き入れ、そして一定のかつ不可逆な流れにおける出力の終端にあって、無価値の廃棄物と汚染を流し出すこと、により維持される。いかなる有限な非成長の系も、それ自体どこかの時点でやはり非成長になり、そしてそれ自体可能な限り高度に定常状態において維持されるべきであろう。この見通しは、自然環境へのなんらの物理的接触を表すことなしに、企業と家計の間で財とサービスが終わりなく交換される、ひとつの孤立して循環したモデルによって経済が表されるところの、新古典派経済学と相反する。
デイリーの定常経済の概念に向けて同感する評論家たちは、2010年の初期に、彼の概念は今の時点で政治的にありそうなものの向こうに留まってはいるけれども、主流派の思考に対する機会があり、将来におけるその概念へ接近するような集団の行動がある、との批判を同時にした。

## 現状：グローバルに成長の限界を超えること

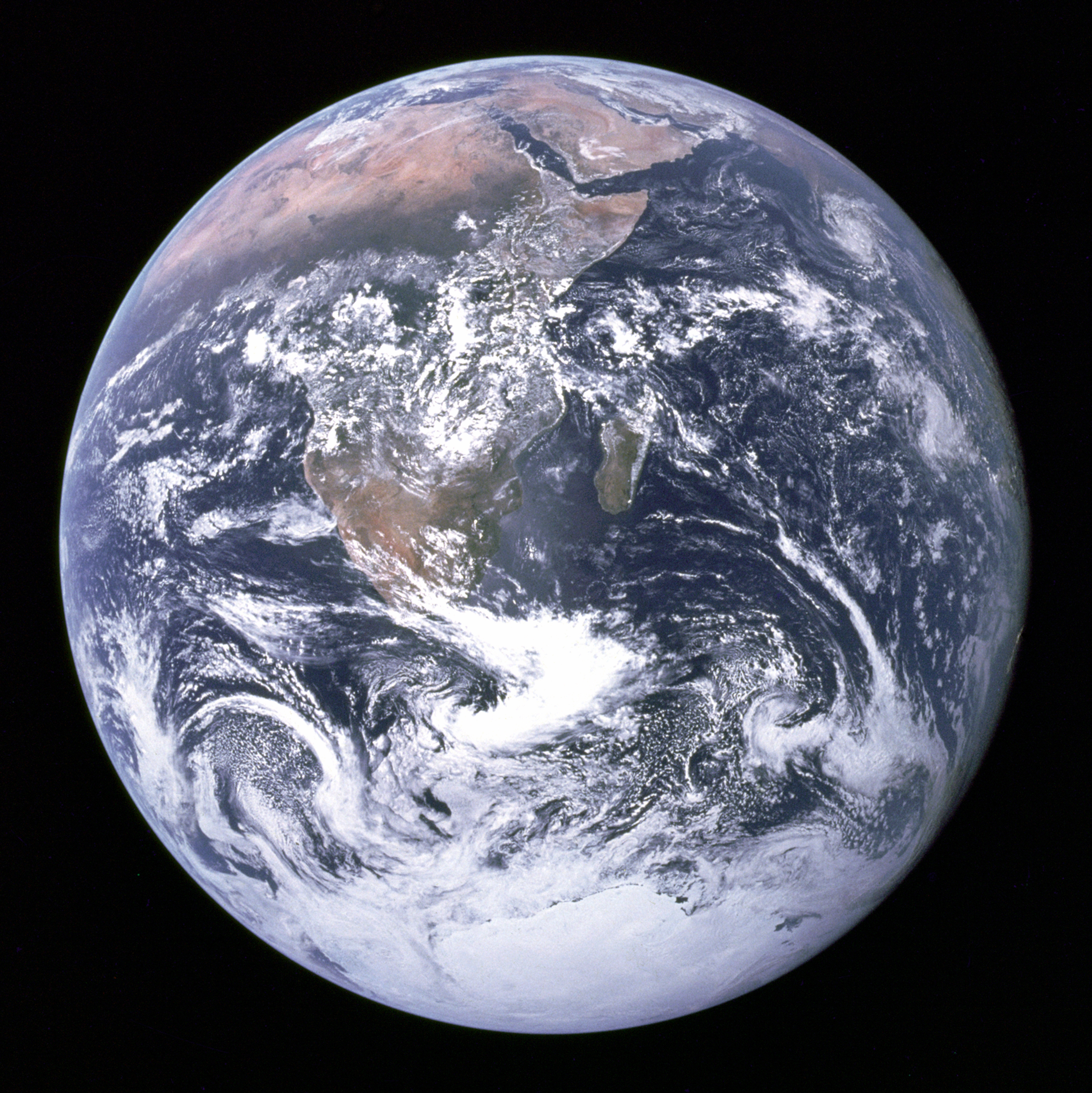
他の任意な惑星と同様に、地球は有限である。

世界の数多くの環境問題は定常経済の概念での興味を刺激した。1990年代以降、多くの調査は、世界経済の分量が、既に経済成長の危機的でグローバルな限界をはるかに超えている事の証拠を与えた。環境負荷計測によれば、地球の持続可能性―それは、地球の人間の人口と消費水準を維持するような長期の容量である―は1995年には30％程度超えていた。2018年には、この様子は70パーセント程度に上昇している。結果として、人類は私たちの時代に惑星的な過多―と―崩壊に直面している。地球の生態系における人間の活動の顕著な影響は何人かの地質学者をして現代の世を人新世と提案するよう動機づけた。以下の諸問題は世界中で多く起きている。
- 人口過多
- 汚染とグローバルな温暖化
- 非-再生鉱物の枯渇
- 再生資源の正味の枯渇
- 生物多様性の損失

これらの数多くの問題は研究者やその他の著作家が経済成長の限界を指摘し、疑問するような件数の増加を促した―そして反対さえも―無限の経済成長の優勢な観念形態に対して。

### 人口過多
世界の人口は2050年には98億人に達すると見積もられる、そしてそれ以降も増加し続ける。

### 汚染とグローバルな温暖化
自動車と産業施設に由来する大気汚染は公衆衛生を損ね、死亡率を上昇させている。

### 非-再生鉱物の枯渇
非-再生鉱物資源の備蓄（英語: mineral resource classification ）は、地殻から高くそして持続可能な開発で現在取り出されている。

### 再生資源の正味の枯渇
それらの補充の割合を超える再生資源の利用は世界規模で生態的安定性を蝕んでいる。

### 生物多様性の損失
付随的に低下する地球の生物多様性（英語: Habitat destruction）につれ、世界規模での野生生物の生育地における人間活動の破壊的な衝撃は種の割合の減少を加速している。

## 歴史的背景
何世紀にも、経済学者とその他の学者は、18世紀と19世紀での初期の古典派経済学から、20世紀の前半に現れたところの環境的な関連までずっと、天然資源の希少性と成長の限界の事を考え、経済学でのひとつの従属する学術の学問分野としての環境経済学の位置づけのうちに発展させた。

### 古典派経済学での定常経済の概念
アダム・スミスと以降の、経済学の理論化の古典的時代での経済学者らは、一方での耕作に適した農地の希少性と、他方での人口ならびに資本の成長の間の対比への点から見て、社会の一般的な発展を述べた。総生産からの収入は、地主、資本家ならびに労働者への順に地代、利潤ならびに賃金として分配され、これら三階級は彼らの自らの分配の増大のための努力において絶え間なく従事した。（正味の投資の）資本の蓄積は早晩に利潤率の最小化または消滅として終わるだろう。その時点において、経済は、一定の人口規模と一定の資本蓄積をもった終局の定常状態に落ち着くだろう。

## ハーマン・デイリーの定常経済の概念
1970年代以降、ハーマン・デイリーは定常経済の世界の主導的な著名人であり続けてきた。彼の経歴を通して、デイリーはその分野の幾冊かの本と記事を出版した。彼はまたCenter for the Advancement of the Steady-State Economy (CASSE)を創設するのも助力した。彼は著作の認知において幾つかの賞と番付を受けた。
アメリカのデイリーの定常経済と後者の、競合する学派の、大陸ヨーロッパからの反成長の、二つの独立した競合する研究によれば、二つの学派の間に分析上の立場の相違はない；ただ、デイリーの官僚的―もしくはむしろ技術官僚的な―上意下達の管理は、フランスの政治科学者のセージ・ラターシュ（英語: Serge Latouche）（以下を見よ）によって擁護されるような、反成長のより根柢的ないし急進的な草の根民主主義の主張の訴求をもって、公平に比べれば劣る。

## 概念的ならびにイデオロギー的な相違
特に定常経済と、成長のジレンマの全般に関係する、幾つかの概念的ならびにイデオロギー的相互不和がほどなく存在する。次の問題が以下で考えられる：
- 技術の役割
- 資源の再結合と回復効果
- 国家経済の衰退
- 成長なき資本主義を得る可能性
- 宇宙空間へ地球の限界を幾らか押し出す可能性

これらの問題についてのハーマン・デイリーのアブローチはそのテキストの中で提示されている。

### 技術の役割
技術は財の生産やその他の社会的達成での科学的方法の応用として通常定義される。歴史的には、労働生産性の改善ならびに生活水準の向上のためにおおいに開発して実施されてきた。経済学では、天然資源におけるその依存を考える場合に、技術の役割への関心での相違が現在存在する。
- 新古典派経済学では、一方で、「技術」の役割は、土地や労働力や資本の寄与のような、経済成長へ寄与する生産要素として、今までのところは別に通常表される。しかしながら、生産財の出力である、新古典派の生産関数では、生産過程への天然資源の寄与が考慮されない、生産要素によって供給される入力に関係する。したがって、分離され、完全独立の装置であって、前もっていかなる天然資源を受けることなしに生産に寄与しやすいものとして「技術」は具体的に考えられる。

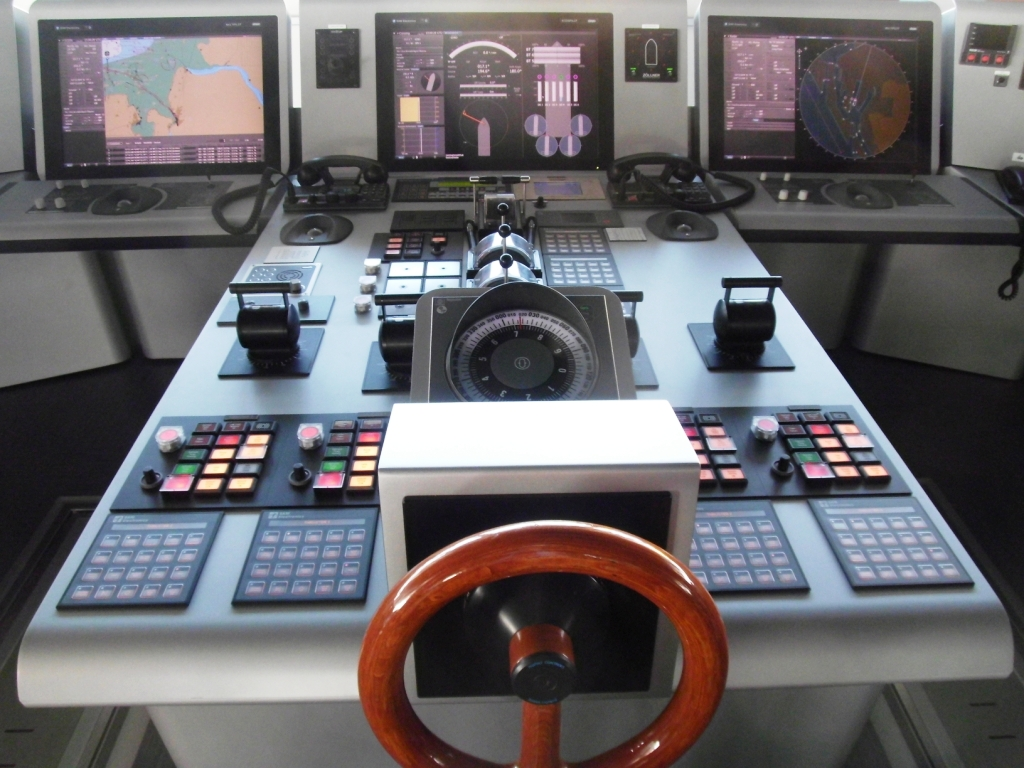
技術は通常その運用のために燃料や電気のもとで開発される。

- 生態経済学では、一方、「技術」は、生産過程における天然資源が転換される方法として表される。[30]この技術の表現はその分野における標準的な主流派経済学の教科書でもまた優勢である。[31][32][33]そうなので、経済における技術の役割は、技術そのものを支えるのに必要な天然資源の流通の計算へ取り上げることなしに正しく概念化できない：内燃機関は燃料で動く;モーターと電気媒体（英: electric devices）は電気で動く；すべての資本は始めから原料資源をもって創られる、物理的に言えば、すべての技術は、―それが便利であっても―世界全体のエントロピー―または無秩序の―増大につれて、有価値な天然資源から、もしかすると無価値の廃棄物や汚染のようになるかもしれないところの原料財への、転換についての媒体として大きく作用する。[23]経済における技術の役割のこの見方は「エントロピー悲観論」と呼ばれてきた。[34]

生態学の観点から、新古典主義経済学とその他の技術的楽観主義を始めない、幾つかの基礎的な物理学の教えの、ことに要約される不同意のことを指摘されてきた。新古典的な見地から、主導的な経済成長理論家でノーベル賞受賞者のロバート・ソローは、産業化された諸因での経済成長を「基礎物理学」それ自体によって妨げるものではないことを1997年に応答することで、彼のおおいに批判された立場を弁護した。

### 宇宙空間の中に何らかの地球の限界を押し出すこと
1950年代での現代的な宇宙時代（英語: Space age）の始まり以来ずっと、宇宙関連擁護団体（英語: Space advocacy）は、地球上の人口過多を反撃して環境的圧力を和らげるために、宇宙移民のための計画を開発した。

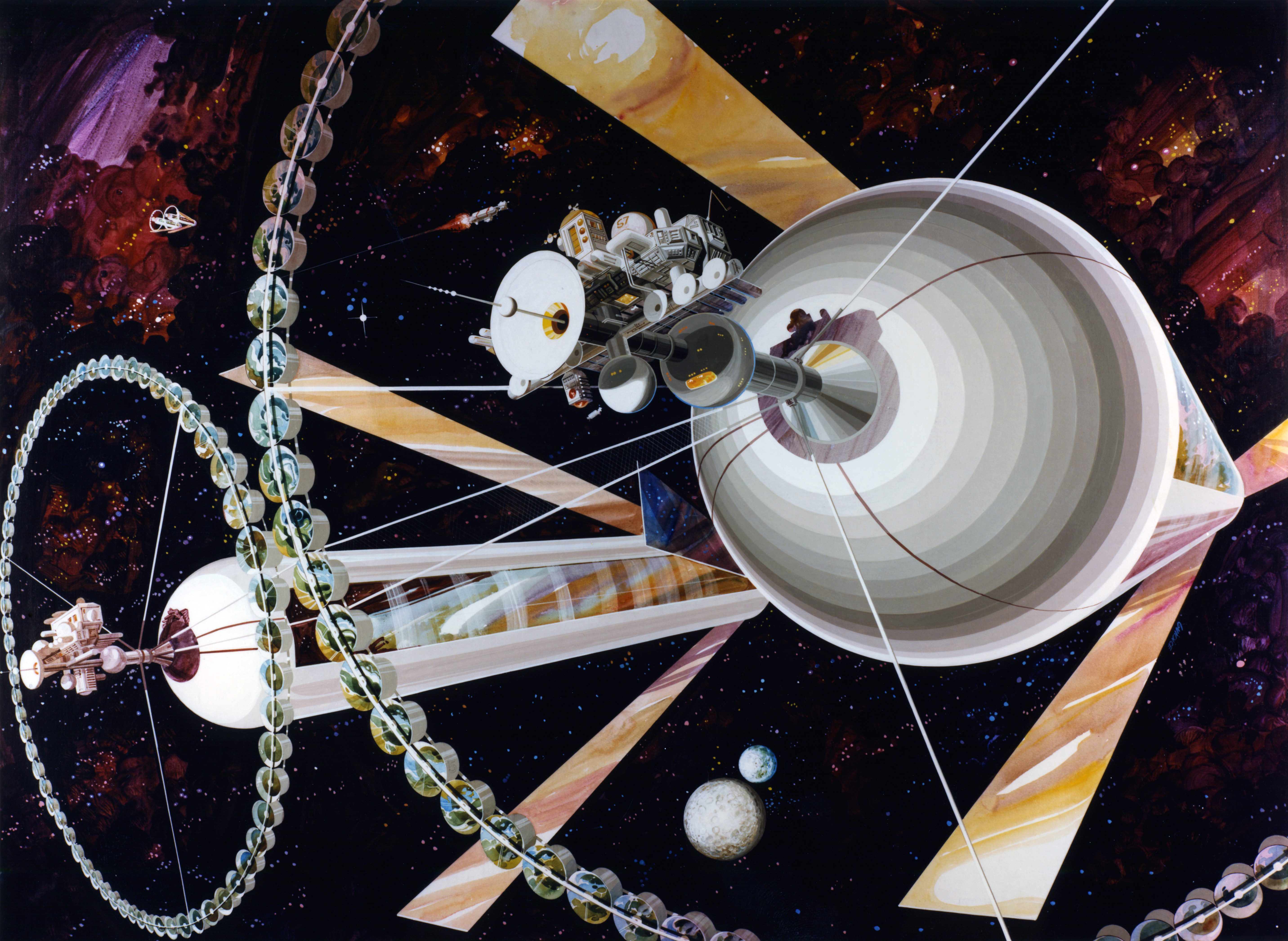
宇宙空間での特別な設計の円筒体に植民する移住者をオニールは募集した。

1970年代に、物理学者で宇宙活動家のジェラード・K・オニールは、政治的な抑制へ頼ることなしに、地球上の人口過多と成長の限界の問題を解決するような外空間での人類の植民地を建設する巨大な計画を開発した。オニールの見通しによると、人類はできる―そして本当に「成すべき」―現状の世界の人口を何倍もこの人工の新天地において拡張して、宇宙での膨大な新しい富を創り出すことを。ハーマン・デイリーは、宇宙植民地がより成長の限界に対して厳しい代物になるだろうことを主張することで、オニールの見通しに反対した、―そしてしたがって、より手入れと訓練をもって安全と管理をすべきになるだろう―広大で回復力に富む地球での定常経済よりも。しかしながら、それにもかかわらず特定の植民地が極めて限定される、何人にもおける居住条件での、数多くの個人的な植民地は多分終わりなく増えても良いだろう。したがって、デイリーは結論づけた：「地球での定常状態の申し立てられた不可能性は、ひとつの知的に貧弱な打ち上げ発射台を宇宙植民地に与えた。」